# Liste der Monuments historiques in Chardogne
Die Liste der Monuments historiques in Chardogne führt die Monuments historiques in der französischen Gemeinde Chardogne auf.

## Liste der Objekte
| Bezeichnung                   | Beschreibung | Standort                     | Kennzeichnung | Schutzstatus | Datum | Bild |
| ----------------------------- | --- | ---------------------------- | ------------- | ------------ | ----- | ---- |
| Rechter Seitenaltar           | Altartisch, Retabel und Skulptur; Stein, farbig gefasst, 18. Jahrhundert                                                                       | in der Kirche St-Rémi (Lage) | PM55001691    | Inscrit      | 1993  |      |
| Altarkreuz (1)                | Messing, Ende des 18. Jahrhunderts; im Centre départemental d’art sacré in Saint-Mihiel eingelagert                                            | in der Kirche St-Rémi (Lage) | PM55001695    | Inscrit      | 1994  |      |
| Altarkreuz (2)                | Messing, versilbert, erste Hälfte des 19. Jahrhunderts; im Centre départemental d’art sacré in Saint-Mihiel eingelagert                        | in der Kirche St-Rémi (Lage) | PM55001696    | Inscrit      | 1994  |      |
| Linker Seitenaltar            | Altartisch, Retabel und Gemälde; Stein, farbig gefasst, sowie Ölfarbe auf Leinwand, 18. Jahrhundert                                            | in der Kirche St-Rémi (Lage) | PM55001689    | Inscrit      | 1993  |      |
| Hauptaltar                    | Altartisch, Altaraufbau und Tabernakel; Holz, farbig gefasst und vergoldet, 18. Jahrhundert                                                    | in der Kirche St-Rémi (Lage) | PM55000146    | Classé       | 1981  |      |
| Roter Ornat                   | Kasel, Stola, Manipel, Kelchvelum und Bursa; Seide, bestickt, 19. Jahrhundert; im Centre départemental d’art sacré in Saint-Mihiel eingelagert | in der Kirche St-Rémi (Lage) | PM55001688    | Inscrit      | 1992  |      |
| Skulptur Heiliger Nikolaus    | Stein, farbig gefasst, 18. Jahrhundert | in der Kirche St-Rémi (Lage) | PM55001692    | Inscrit      | 1993  |      |
| Kanzel                        | Holz, Anfang des 18. Jahrhunderts | in der Kirche St-Rémi (Lage) | PM55000147    | Classé       | 1981  |      |
| Kelch und Patene              | Silber, vergoldet, um 1825, von Jean Salmon; im Centre départemental d’art sacré in Saint-Mihiel eingelagert                                   | in der Kirche St-Rémi (Lage) | PM55001690    | Inscrit      | 1993  |      |
| Taufbecken                    | Stein, bemalt, 17. Jahrhundert | in der Kirche St-Rémi (Lage) | PM55001693    | Inscrit      | 1993  |      |
| Vier Leuchter                 | Messing, Ende des 18. Jahrhunderts; im Centre départemental d’art sacré in Saint-Mihiel eingelagert                                            | in der Kirche St-Rémi (Lage) | PM55001694    | Inscrit      | 1994  |      |
| Epitaph für Etienne Grommelet | Stein, bemalt, bezeichnet 1762 | in der Kirche St-Rémi (Lage) | PM55001697    | Inscrit      | 1994  |      |